# Atomium

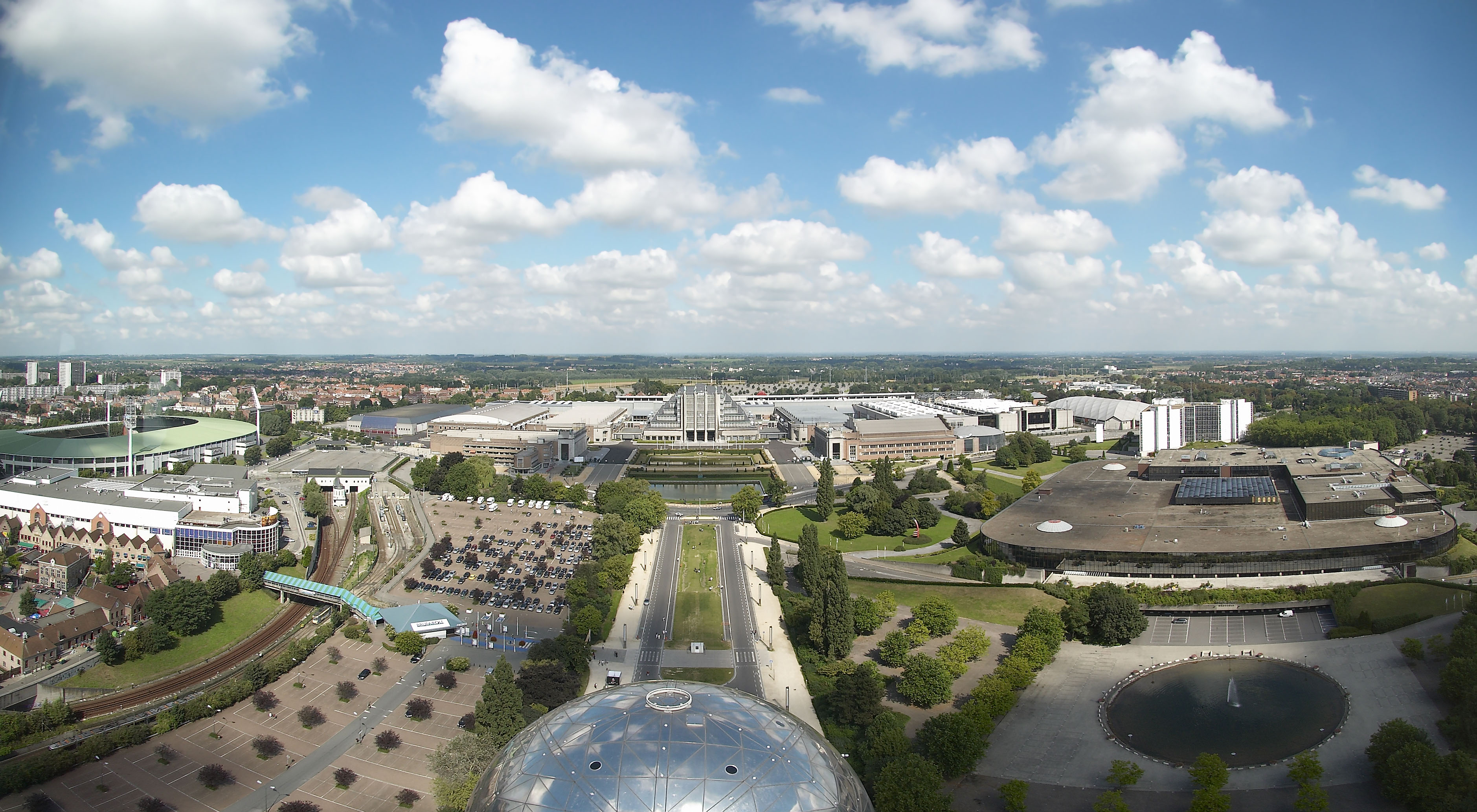
Bruksela widoczna z budowli

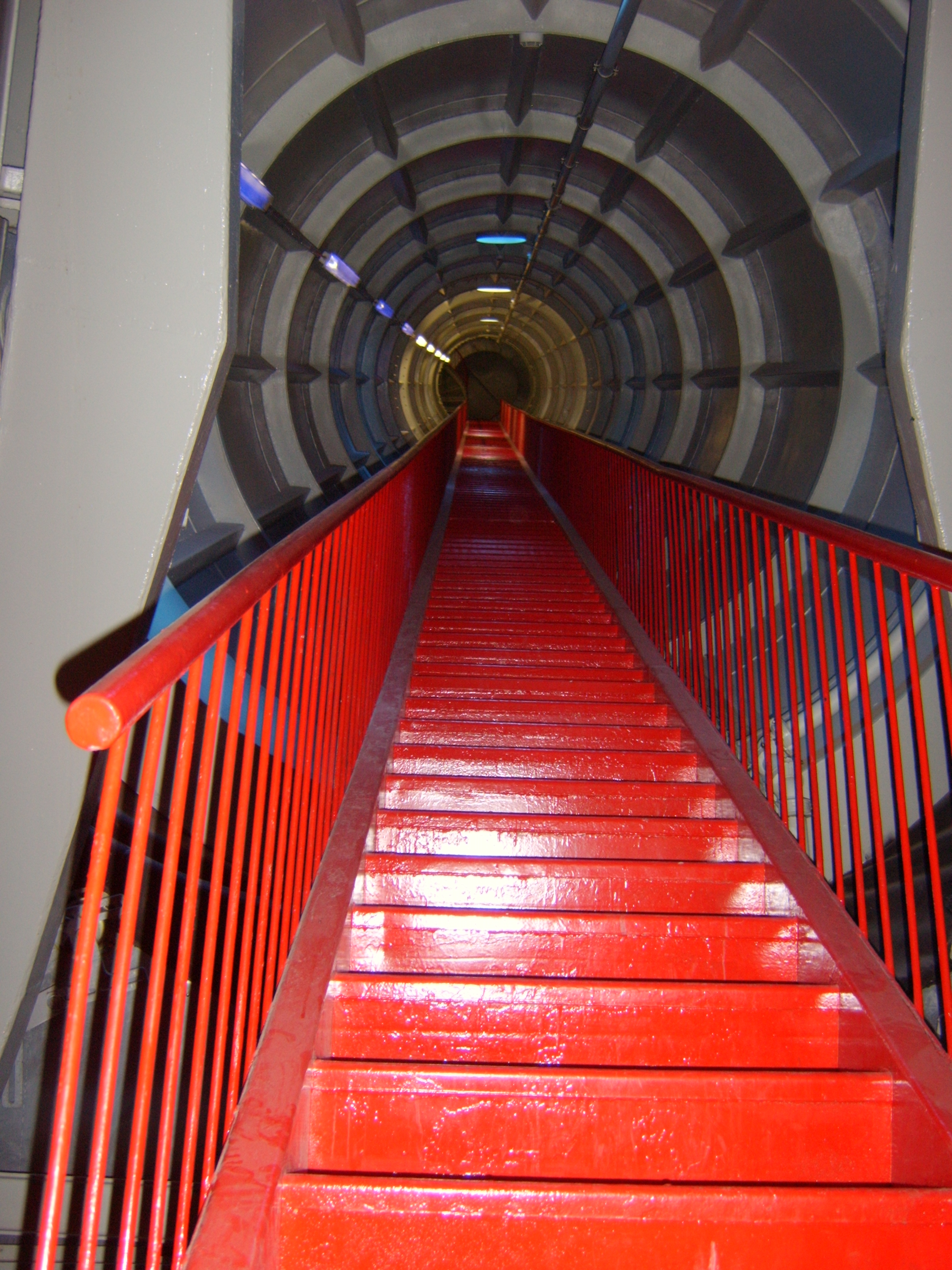
Schody wewnątrz budowli

Atomium – monumentalny model kryształu żelaza, powiększony 165 miliardów razy, znajdujący się w dzielnicy Laeken na przedmieściach Brukseli. Został zbudowany z okazji Wystawy Światowej w Brukseli w 1958 (EXPO-58) jako symbol ówczesnych naukowych oraz technicznych osiągnięć „wieku atomu”.

## Opis
Budowla ma 102 metry wysokości i waży 2400 ton. Konstrukcja została wykonana ze stali i aluminium. Jest umieszczona na 3 jednakowych dwunogach. Składa się z 9 kul – „atomów” połączonych ze sobą rurami – w których znajdują się schody ruchome (najdłuższe mają 35 metrów). Każdy z „atomów” ma 18 m średnicy. Do najwyższej kuli, gdzie znajduje się platforma widokowa z panoramą Brukseli, prowadzi winda, która wwozi maksymalnie 22 pasażerów w 23 sekundy. Oprócz najwyższej, zwiedzający mogą wjechać jeszcze do 5 innych „sfer”. Znajdują się w nich wystawy stałe lub sezonowe.
W 2008 z okazji jubileuszu pięćdziesięciolecia zbudowania wszystkie sześć dostępnych kul zajmowały ekspozycje poświęcone budowie Atomium oraz wystawie EXPO z 1958. Pozostałe „sfery” są zamknięte ze względów bezpieczeństwa. Dla zwiedzających udostępniony jest też pawilon u podnóża dźwigarów, gdzie znajdują się m.in. kasy biletowe, dział informacyjny, sklep z pamiątkami, dostęp do windy i ruchomych schodów na górę oraz jedna ze stałych ekspozycji.
Cały kompleks znajduje się w Parku Heysel, przy Boulevard du Centenaire 1020 w brukselskiej dzielnicy Laeken. Jest częścią Brupark (brukselskiego parku rozrywki). W niewielkiej odległości znajduje się też kinopleks oraz Mini Europa. W pobliżu znajdują się też ogrody królewskie w Laeken i pałac obecnego króla Belgów oraz następców tronu.

## Projekt i budowa
Atomium zostało zaprojektowane przez belgijskiego inżyniera André Waterkeyna na potrzeby Wystawy Światowej, która odbywała się w Brukseli w 1958. Wnętrza „sfer” wyposażono według pomysłów architektów André i Jeana Polaków.

## Renowacja
Według planów Atomium nie miało przetrwać po wystawie światowej w 1958 roku (podobnie jak Wieża Eiffla, którą zbudowano z okazji Expo 1889 w Paryżu). Po blisko pół wieku istnienia budowli zdecydowano się na niezbędną renowację konstrukcji, by dalej mogła być odwiedzana przez turystów. W marcu 2004 rozpoczęto prace: odnowiono restaurację i powierzchnie wystawiennicze oraz wymieniono aluminiowe blachy pokrywające sfery – zastąpiono je pokrywami ze stali nierdzewnej. Aby sfinansować roboty budowlane, sprzedano starą pokrywę aluminiową jako pamiątki (za jeden trójkątny kawałek długości 2 m płacono 1000 euro). Po zakończeniu renowacji Atomium otwarto ponownie 18 lutego 2006 roku.

## Pozostałe informacje
- Do lipca 2016 zdjęcia Atomium, także te robione przez turystów, były objęte prawami autorskimi należącymi do organizacji SABAM – Société d’Auteurs Belge – Belgische Auteurs Maatschappij (Belgijskie Stowarzyszenie Autorów, Kompozytorów i Wydawców)[1][2][3]. W lipcu 2016 weszły w życie zmiany w prawie autorskim wprowadzające w Belgii wolność panoramy, dzięki którym uzyskiwanie zgody na wykorzystanie fotografii nie jest już konieczne[4].
- Pierwotnie, zamiast Atomium, planowano zbudować jako atrakcję wystawy światowej odwrócony model Wieży Eiffla.
- Z okazji renowacji budowli w 2006 roku wyemitowano pamiątkowe monety Euro z rysunkiem Atomium na awersie.